# Diego López Pacheco y Portocarrero
Diego López Pacheco y Portocarrero (Villena, 1456 – Escalona, 26 novembre 1529) è stato un nobile spagnolo, II duca di Escalona e II marchese di Villena.

## Biografia

Blasone di Diego López Pacheco.

Diego López Pacheco y Portocarrero era figlio primogenito di Juan Pacheco, uno dei politici più influenti del suo tempo, e della sua seconda moglie, María de Portocarrero Enríquez. Nel 1468, ricevette dal padre il titolo di II marchese di Villena. All'età di 12 anni, Diego si sposò con Juana de Luna, anche lei dodicenne e nipote di Álvaro de Luna, come parte di un piano della sua famiglia per ottenere l'eredità di Álvaro de Luna. Juana Pimentel, nonna di Juana de Luna, cercò d'impedire il matrimonio, ma fallì a causa dell'intervento del re Enrico IV di Castiglia.
Nella guerra di successione castigliana, Diego e suo padre supportarono Giovanna la Beltraneja, che perse la battaglia per il trono. Diego, che era diventato II duca di Escalona dopo la morte di suo padre il 4 ottobre 1474, fu graziato da Isabella di Castiglia e gli fu concesso di conservare le sue proprietà, ma non fu scelto come successore per suo padre come Gran Maestro dell'Ordine di Santiago.
Sua moglie Juana de Luna morì nel 1480. Diego si risposò nel 1484 con Juana Enríquez y Velasco, sorella di Fadrique Enríquez, ammiraglio di Castiglia. Diego López Pacheco combatté come generale contro i Mori, e fu presente nell'assedio finale di Granada nel 1492, che pose fine alla presenza moresca in Spagna. Nel 1504, dopo la morte di Isabella, Pacheco sostenne la figlia primogenita superstite, la regina Giovanna, e il suo re consorte Filippo, contro la fazione del re Ferdinando II d'Aragona. Nel 1519, fu nominato Cavaliere nell'Ordine del Toson d'oro dall'imperatore Carlo I di Spagna.

## Umanista
Diego era un ammiratore di Erasmo da Rotterdam. Nel suo castello, intratteneva gli alumbrados come Isabel de la Cruz e Pedro Ruíz de Alcaraz, entrambi conversi. Diego era anche un importante mecenate della cultura e delle arti. Francisco de Osuna ha dedicato nel 1527 il suo libro El tercer abecedario a lui, così come Juan de Valdés due anni dopo con il suo libro Diálogo de la doctrina cristiana.
Juana Enríquez e Diego López Pacheco sono sepolti nel monastero El Parral di Segovia.

## Discendenza
Con Juana de Luna:
- Juan Pacheco de Luna (morto nel 1490)

Con Juana Enríquez:
- Diego López Pacheco (1506-1556), terzo duca di Escalona
- Isabel Pacheco
- Magdalena Pacheco

## Nella cultura di massa
- Diego Pacheco compare nella serie televisiva Isabel del 2012, interpretato da Javier Rey.